# 海因里希·海涅
克里斯蒂安·约翰·海因里希·海涅（德語：Christian Johann Heinrich Heine，德語發音：[ˈhaɪnʁɪç ˈhaɪnə] ⓘ；1797年12月13日—1856年2月17日），出生时用名哈里·海涅（Harry Heine），19世纪最重要的德国诗人和新闻工作者之一。海涅既是浪漫主义诗人，也是浪漫主义的超越者。他使日常语言诗意化，将报刊上的文艺专栏和游记提升为一种艺术形式，赋予了德语一种罕为人知的风格上的轻松与优雅。作为批评家、热心于政治的新闻工作者、随笔作家、讽刺性杂文作家、论战者，他既受喜爱，又遭惧怕。他是作品被翻译得最多的德国诗人中的一员。海涅最广为人知的一首诗可能是由门德尔松为之作曲的通过音乐传播的《乘着歌声的翅膀》。

## 生平

### 少年与学徒岁月
人们对于海涅的出生地杜塞尔多夫並没有疑问，然而确定他确切的出生日期却并非易事。所有与此相关的当时的文献都已在过去的200年中散佚了。根据目前的研究可以确定，哈利·海涅——他出生时的名字——生于1797年12月13日。
哈利是布商萨姆逊·海涅和他的妻子贝蒂（本名佩拉）的四个孩子中最大的一个。他成长于一个逐渐与社会融合的、受启蒙思想影响的犹太家庭，在受到晚期启蒙运动思想影响的杜塞尔多夫中学接受教育。上中学时，海涅就写下了他的第一批诗歌。1814年，他未获毕业证书就离开了中学。根据家族的传统，他要到一所商业学校，为从事商人一职做准备。
1815年到1816年，海涅首先在法兰克福的银行家林兹考普夫那里实习，后来又到他富有的叔叔所罗门·海涅的位于汉堡的银行工作。所罗门跟兄弟萨姆逊相反，在生意方面非常成功，他收留了侄子。海涅一直受到叔叔的经济资助，直到叔叔1845年去世，尽管后者不怎么理解他对文学的兴趣。他叔叔的“名言”流传了下来：“假如他能学点正经东西，他就不用写书了。”
因为海涅对财务往来既没有兴趣又没有天赋，最后，他的叔叔为他开了一家布店。但是“哈利公司”很快就不得不登记破产。这位店主在那时就已经偏爱诗艺了。哈利对堂姐阿梅莉的徒劳的爱情也没能使家庭更和睦。后来他在《歌集》中将这段未获回报的衷情加工成了浪漫主义的情诗。他在诗歌《Affrontenburg》中描述了叔叔家中压抑的气氛，置身其中，他感到自己越来越不受欢迎。也许正是家庭不和使得所罗门·海涅决定迁就侄子的愿望，让他远离汉堡，去上大学。

### 在波恩、哥廷根与柏林的求学生涯
尽管海涅对法学没有特别的兴趣，1819年，他开始了法学的学习。起先，他在波恩注册，在那里，奥古斯特·威廉·施莱格尔是他的老师之一。
1820年的冬季学期，他来到哥廷根大学，在那里，他参加了一个学生组织。然而，仅仅在1821年1月，他就被迫离开了学校和这个组织。起因是一场决斗。那时极力想隐瞒自己出身的海涅，因为身为犹太人而被一个同学侮辱，他向此人要求决斗。学校为此开除他一学期的学籍，也正为此，学生组织因为他的“不良行为”而开除了他。其实海涅确实去过妓院，但是这在当时的学生中间是相当普遍的。因此，一些传记作家认为这样的理由不过是借口，用来掩盖真实的反犹主义的动机。
这次事件后，海涅去了柏林。1821年至1823年，他在柏林学习，听过黑格尔讲课。不久，他接触到了城里的文人圈子，成了列文和冯·恩瑟沙龙的常客。1822年，他从柏林出发，到波兰中西部城市波兹南旅游。在那里，他第一次遇见了进行爱与慈善运动的犹太人。一方面，他受到了他们的吸引，一方面，他又无法同他们一样。在他皈依基督教的两年前，他写道：“我也没有勇气留着胡子，让人用犹太德语在后面叫我。”

### 洗礼和普拉腾事件
还是在哥廷根，海涅1825年获得法学博士学位。此前不久，他接受了新教的洗礼，有了克里斯蒂安·约翰·海因里希这个名字。从此以后，他就叫自己海因里希·海涅。在他的家人面前，他竭力将受洗的事保密。他对宗教相当无所谓，只将受洗证明当成“欧洲文化的入场券”。然而他必须确定，许多欧洲文化的承载者仍不把一个像他这样受过洗的犹太人看成他们的同类。
当诗人奥古斯特·格拉夫·冯·普拉腾因为海涅是犹太人而公开攻击他时，海涅没有被吓退，他把普拉腾是同性恋一事公之于众，令其不能在社会上立足。后来，海涅多次明确抱怨皈依基督教，原因之一就是他预期的结果没有发生。其后的几年里，海涅多次努力——如在慕尼黑——谋求国家公职。因为这些尝试都失败了，他做出了一个在当时的条件下相当不寻常的决定，透过当自由职业作家赚取生活费。

### 最初的文学成就

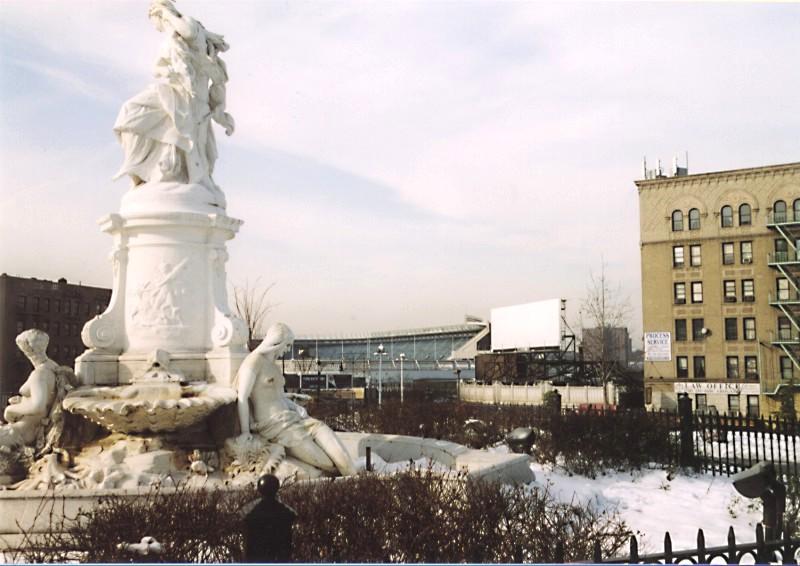
纽约的罗蕾莱喷泉（海涅纪念碑）

海涅1821年就已经在柏林出版了第一批诗歌。接着，在1823年出版了一些悲剧，包括一部抒情插曲。1824年出版了39首诗歌的合集，其中有海涅在德国最脍炙人口的作品《罗蕾莱》。同年，在哈尔茨山旅行期间，他到魏玛拜访了他极为敬仰的约翰·沃尔夫冈·冯·歌德。两年前，他就把第一部诗集题词寄给过这位枢密顾问。但这次访问令海涅相当失望，因为他自己——与他的禀性相反——表现得既拘谨又笨拙，而歌德只是礼貌、带有距离地接待了他。
1826年海涅出版了他的哈茨山旅行见闻。同年他开始了和汉堡的霍夫曼和坎普出版社的生意关系。尤利乌斯·坎普应该一直是海涅的出版商，直到海涅去世。1827年10月，他出版了诗集《歌集》，这部作品奠定了海涅的声誉，它直到现在仍受到喜爱。这些和以后的一些诗歌——它们被多次配上曲调，如在舒曼的歌曲集《诗人之爱》中——的浪漫的、常带有民歌风情的风格，不仅仅打动了当时读者的心。那些诗歌，如《美丽的五月》，《一个少年爱一个少女》，拨动着海涅同时代人和二十一世纪读者的心弦。
但是海涅很快超越了浪漫主义风格。他用讽刺性的手段破坏它，也将浪漫主义诗歌的艺术特征运用于有政治内容的诗歌。他把自己称为一个“逃跑的浪漫主义者”。
1827年，1828年，海涅到英国和意大利旅行时才第一次见到大海。他在后来的发表于1826到1831年间的游记中描述了他的印象。这一时期的作品有：《北海集》、《卢卡浴场》和《思想·勒格朗集》，后一本书表达了对拿破仑和法国大革命的成就的拥护。在此期间，人们逐渐认识到海涅是一个伟大的文学天才。从19世纪30年代起，海涅的名声开始在德国和欧洲传开。

### 巴黎岁月
海涅因为他的政治观点而越来越多地受到攻击，尤其是在普鲁士，而他对德意志的书报检查制度也感到厌恶，所以，海因利希·海涅1831年在法国七月革命爆发之后去了巴黎。他在这里开始了生活与创作的第二个阶段。终其一生，海涅都思念着德意志。但他只能再见祖国两次了。最后，巴黎成了海涅的流亡地，因为他的作品——还有他以后所有的作品——1833年在普鲁士被禁；1835年，根据法兰克福联邦议会的决议，在所有德意志联邦的成员国被禁。那些“青年德意志”组织的诗人的命运也是如此。联邦议会的决议中写道，这个组织的成员的目的在于“用各个阶层都能接受的文学形式肆无忌惮地攻击基督教，贬低目前的社会状况，破坏所有的纪律与道德。”
但是，1832年，海涅就通过为歌德和席勒的出版商约翰·腓特烈·科塔的奥斯堡汇报写巴黎通讯找到了新的收入来源。海涅这段时间的报刊专栏文章于1833年以《法国的状况》的书名出版。
这一年，疾病的初步症状——麻痹、头疼、视力减退——显现了出来，这种病让他在生命的最后八年被禁锢在了床榻上。
但他首先享受着巴黎的生活。他遇见了空想社会主义者圣西门和法国、德意志文化生活中的大人物，如：赫克托·柏辽兹，路德维希·波纳，弗雷德里克·肖邦，乔治·桑，大仲马和亚历山大·冯·洪堡。
这个世界性的大都市在随后的几年里给了海涅以灵感。他写出了大量的杂文、政论文章、论战文章、专题文章、诗歌和散文。在《法国的状况》一类的作品中，他努力把法国的情况介绍给德国人，把德国的情况介绍给法国人。
海涅比多数人更早地意识到了德意志民族主义的破坏性特征，它与法国的民族主义不同，没有跟民主和人民主权意识结合在一起。
他在那些年里的重要作品有《论浪漫派》（1836），《论路德维希·多纳》（1840）以及小说片断《巴哈拉赫的拉比》(1840)。1841年，他和他1834年认识的鞋类售货员欧仁妮·克莱仙蒂亚·米拉结了婚。他爱玛蒂尔德——他对她的昵称——的原因之一很特殊：她是文盲，不懂德語，對文化或知識問題毫無興趣。甚至在婚后的很长一段时间内都不清楚她的丈夫是一个多么伟大的诗人。
1843年，海涅写下了《夜思》一诗，它开头的句子经常被人引用：
当我在夜里想到德国，

我便不能安睡。

在诗中，让海涅不能安睡的，是德国的政治状况，更是他对他独居德国的老母的担忧。为了再次见到母亲并把妻子介绍给她，海涅于1843年和1844年最后两次来到德国。那时他结识了卡尔·马克思和斐迪南·拉萨尔。后来海涅参与了马克思的《前进报》和《德法年鉴》的工作。
40年代中期，海涅写下了伟大的叙事诗《阿塔·特罗尔》和由他的第二次德国之行激发产生的《德国，一个冬天的童话》。

### 海涅与马克思主义
19世纪40年代中期，海涅的思想明显变得激进了。1843年和卡尔·马克思相识。他属于第一批认识到正在开始的工业革命的结果和在作品中思考刚诞生的工人阶级的困苦的作家。他1844年6月的诗《西里西亚织工》就是这样一部作品。它脱胎于那个月在西里西亚的彼德斯瓦尔道和朗恩比劳两镇发生的织工起义。
这首也以《织工之歌》的名字而闻名的诗7月在由马克思出版的《前进报》上发表，又被印刷5万份在起义地区作为传单分发。普鲁士内政部长阿宁姆在给国王腓特烈·威廉四世的报告中将这首作品描述成：“针对臣民中穷人的，充斥着煽动性语言和罪恶的表达的讲话”。普鲁士王国的最高法院颁布了对这首诗的禁令。1846年，一个胆敢在普鲁士公共场合朗诵它的人会被判入狱。 弗里德里希·恩格斯——他是在1844年八月在巴黎认识海涅的——把“织工之歌”翻译成了英语，并于同年12月在《新道德世界报》上发表。
尽管海涅与马克思、恩格斯的关系友好，但他却始终不是马克思主义者。他认识到，正在形成的工人阶级的要求是完全合理的，也支持这些要求；但他同时意识到，共产主义思想中的唯物主义和激进将会摧毁他所热爱和赞赏的欧洲文化中的很多东西。

### 失败的革命
作为坚定的民主主义者，海涅欢迎1848年发生在整个欧洲的革命，尤其是德国的四月革命。但很快，随着革命的发展，他就失望地不再关心它。因为支持共和制—民主制国家形式的人一开始就是少数。在法兰克福国家议会对建立一个王权世袭的民族君主国家的尝试中，他只看到企图复兴1806年崩溃的神圣罗马帝国的无用的、浪漫的政治幻梦。
在革命的第二股浪潮，即1849年春夏的有力的民主革命被镇压之后，海涅心灰意冷地写下了《在1849年十月》一诗。

### 床褥坟墓
1848年2月，巴黎爆发革命的同一个月，海涅的身体垮了。海涅本人相信，他得的是梅毒，但他被详细记录下的病程说明他得的是多发性硬化症。在几乎瘫痪的情况下，他在自己命名的“床褥坟墓”中度过了八年，直到去世。
在此之前，海涅对宗教已经有了一种更温和的评价，在1815年的遗嘱中赞成对人格化神的信仰，但他却没有再接近一个教堂或犹太教。
海涅精神上的创造力在他痛苦的卧床岁月中并没有减弱。由于他已经无法自己书写，他就向秘书口授诗歌和文章。这样，在1851年10月，他出版了诗集《罗曼采罗》，1854年出版了他的政治遗言《卢苔齐娅》。

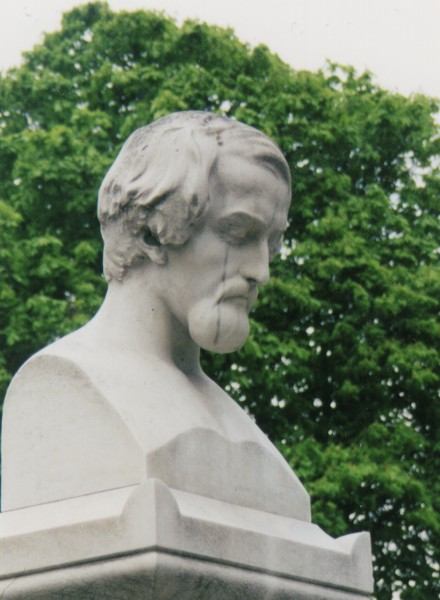
巴黎蒙马特墓地的海涅半身像

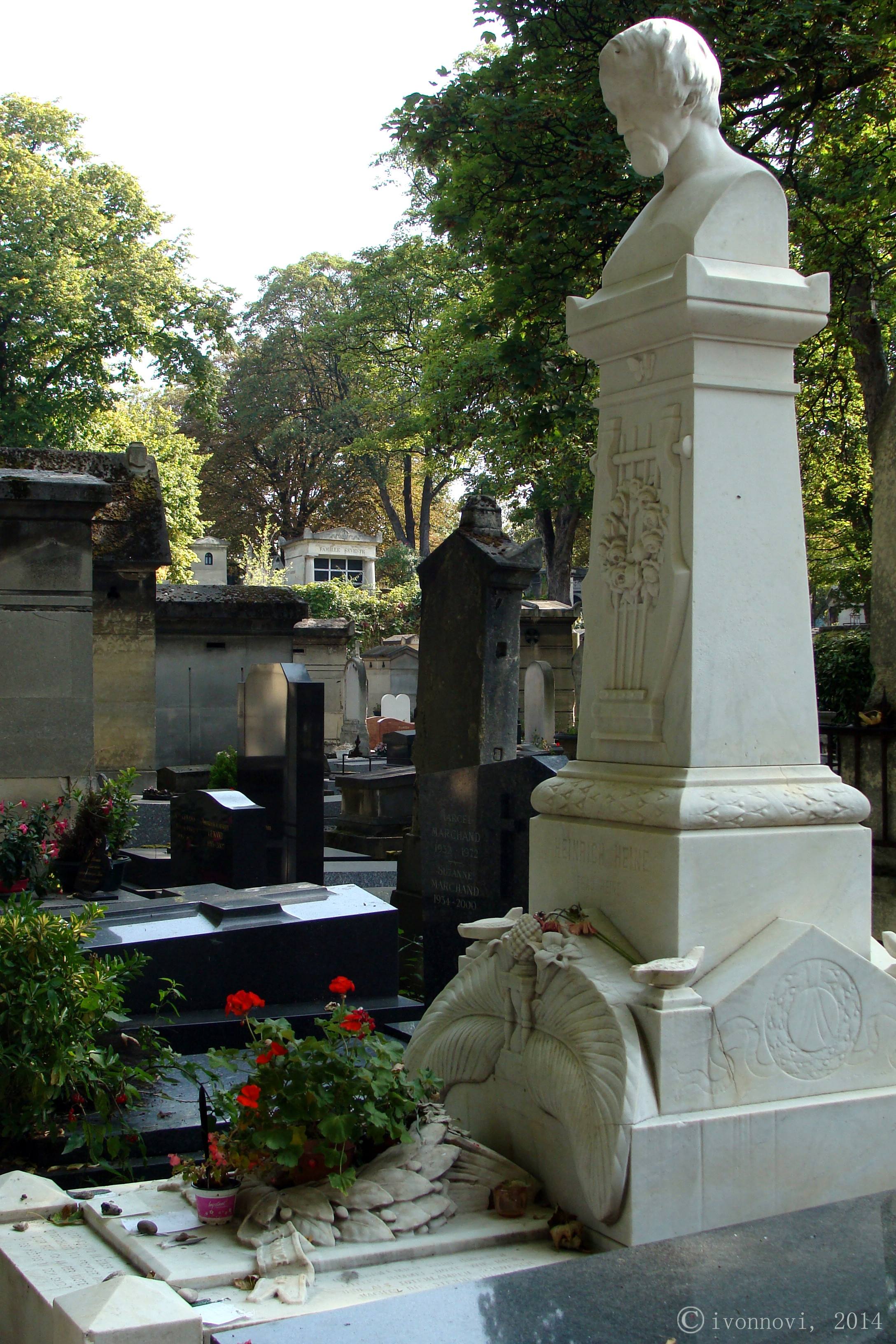
海涅墳墓在蒙馬特公墓.

尽管病痛缠身，海涅却没有失去幽默与激情。在他生命的最后几个月，来自布拉格的女崇拜者艾尔瑟·克里尼兹——他温柔地将她称为“美容斑”——的多次拜访减轻了他的痛苦。他叫她“被爱慕的荷花”，但这种爱慕由于他的衰弱的身体只发生在精神层面。
1856年2月17日，海涅离开了世界。三天后，他被葬在法國蒙马特的墓地。27年后，根据诗人的愿望，玛蒂尔德也在这里找到了永久的居所。在1901年树立的海涅的墓碑上装饰着丹麦雕塑家路易斯·哈瑟里斯制作的大理石海涅半身像和这位诗人的诗《哪里？》

## 年表
- 1797   12月13日生于杜塞尔多夫

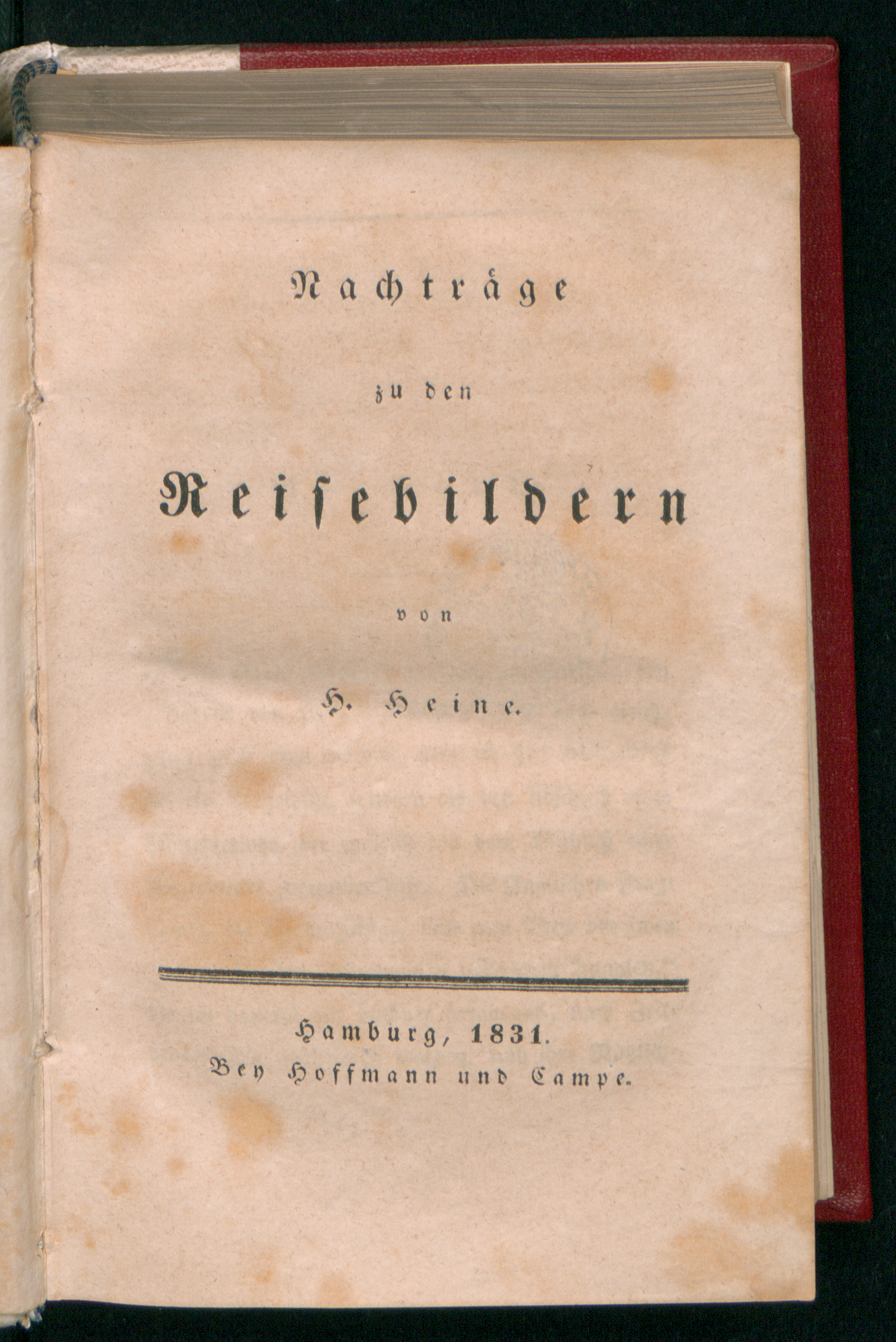
Reisebilder, 1831

- 1807-1814   杜塞尔多夫中学，未毕业；此后在商科学校学习
- 1815   美因河畔法兰克福，银行学徒
- 1816   在叔叔所罗门·海涅的位于汉堡的银行实习
- 1817   首次发表作品
- 1819-1825   在波恩、哥廷根、柏林学习法律
- 1821   柏林，首部诗集
- 1822   犹太人文化与经济协会成员；波兹南（波兰中西部城市）旅行
- 1824   哈茨山旅行；拜访歌德
- 1825   在海里根城接受新教-路德教洗礼，改名为海因里希·海涅；在哥廷根获得刑法、民法博士学位
- 1826  《 游记》的第一部分出版
- 1827   《歌集》出版；英国 旅行；迁居慕尼黑
- 1828   意大利旅行；父亲去世
- 1831   移居巴黎
- 1832   为奥格斯堡汇报撰写巴黎通讯；开始神经痛
- 1833   海涅的作品在普鲁士被禁
- 1834   遇见欧仁妮·克莱仙蒂亚·米拉（被称为玛蒂尔德）
- 1835   海涅和青年德国组织的作品在德意志联邦被禁
- 1837   瘫痪症状愈加严重
- 1843   汉堡旅行；结识卡尔·马克思，参与《前进报》的工作
- 1844   又一次汉堡旅行；《德国，一个冬天的童话》
- 1845   叔叔所罗门·海涅去世；资助停止；病情加剧
- 1848   卧床不起（床褥墓穴）
- 1851   《浮士德博士》在普鲁士和奥地利被禁
- 1854   在世时出版的最后一部作品：三卷本多文体文集，包括《卢苔齐娅》的两部分
- 1856   2月17日卒于巴黎

## 作品
根据以书籍形式出版的年份
- 1821   《诗集》
- 1823   《悲剧—抒情插曲》（包括：William Ratcliff，Almansor，抒情插曲）
- 1824   《39首诗集》
- 1826   《游记，第一卷》（包括：哈尔茨山游记，还乡集，北海集第一部分和诗歌）
- 1827   《歌集》，《游记，第二卷》（包括：北海集第二、三部分，思想·勒格朗集，柏林来信）
- 1830   《游记，第三卷》（包括：慕尼黑到热那亚旅行记，卢卡浴场）
- 1831   《Einleitung zu Kahldorf über den Adel》，《游记，第四卷》（包括：卢卡城，英国片断）
- 1832   《法国的状况》
- 1834   
  - 《沙龙，第一卷》（包括：论法国的画家，Aus den Memioren des Herrn von Schnabelewopski，诗歌）
  - 《德国宗教和哲学史概观》
- 1835   《沙龙，第二卷》（包括：论德意志的宗教和哲学的历史，新春诗集）
- 1836   《论浪漫派》
- 1837   《论告密者》，《介绍〈堂·吉诃德〉》，《沙龙，第三卷》（包括：Florentinische Nächte，Elementargeister）
- 1838   《Der Schwabenspiegel》
- 1839   《莎士比亚笔下的少女与女人》，《Schriftstellernöten》
- 1840   《论路德维希·多纳，一篇专题文章》，《沙龙，第四卷》（包括：巴哈拉赫的拉比，论法国的舞台，诗歌）
- 1844   《新诗集》（包括：德国——一个冬天的童话）
- 1847   《阿塔·特罗尔——一个仲夏夜的梦》
- 1851   《罗曼采罗》，《浮士德博士》
- 1854   《多文体文集》，三卷本（包括：自白，流亡中的神，迪安娜女神，路德维希·马库斯，1853和1854年的诗，卢苔齐娅第一、二部分）
- 1869（遗作）   《最后的诗》，《思想集》

### 中文译本
- 《德国宗教和哲学史概观》（德）海因里希·海涅/著，辛人/译，辛墾书店, 1936
- 《海涅全集》十二卷，（德）海因里希·海涅/著，胡其鼎/译，河北教育出版社, 2003，ISBN 7-5434-4984-6
- 《诗歌集》 海涅著 钱春绮译 新文艺出版社 书号:10078.1229
- 《海涅文集》四卷，（德）海因里希·海涅/著，张玉书/译，人民文学出版社
- 《新诗集》 海涅著 钱春绮译 上海译文出版社
- 《罗曼采罗》 海涅著 钱春绮译 上海译文出版社

## 文献
- 《海因里希·海涅传》，（德）福里茨·约·拉达茨/著，胡其鼎/译，东方出版社，2001，ISBN 7-5060-1355-X

## 链接
- 海因里希·海涅作品 （页面存档备份，存于） (作品在线，直到2007年)
- 海涅的作品——古登堡计划 （页面存档备份，存于）
- 传记
- 海涅语录
- 海涅协会 （页面存档备份，存于）
- 海涅学院 （页面存档备份，存于）